# Dimetil-szulfoxid
A dimetil-szulfoxid (DMSO, INN: dimethyl sulfoxide) szerves kénvegyület. Színtelen, szagtalan, kissé keserű ízű és édes utóízű higroszkópos folyadék, mely jól elegyedik vízzel és szerves oldószerekkel. Poláris, aprotikus oldószer, mely mind poláris, mind apoláris vegyületek oldószere. Gyógyszerként és gyógyszerkészítmények összetevőjeként is alkalmazzák.
1866-ban Alekszandr Zajcev orosz tudós szintetizálta először. Iparilag dimetil-szulfid oxidációjával állítják elő.
A VIII. Magyar Gyógyszerkönyvben Dimethylis sulfoxidum    néven hivatalos.  

## Interstitialis cystitis
Az Interstitial cystitis(en) ismeretlen eredetű hólyagfájdalom, melyet nem vírus, baktérium vagy más mikroorganizmus okoz. Kezelése: 50 ml 50%-os DMSO-oldatot katéter vagy fecskendő segítségével a hólyagba juttatnak, amit 15 percre vissza kell tartani. Az oldat a vizelettel távozik. A kezelést kéthetenként megismétlik. A panaszok enyhülése után a kezelést ritkítják.
Mellékhatások:
- orrdugulás
- nehéz légzés
- kiütés, viszketés
- az arc megduzzadása.

A szer hólyagba juttatása után néhány perccel gyakran fokhagymaíz érezhető akár órákon keresztül. Előfordul, hogy a lehelet és/vagy a bőr fokhagymaszagúvá válik akár 72 óra időtartamra.

## Traumás koponyaűri sérülés
Az Európai Unióban súlyos, traumás koponyaűri sérülés kezelésére engedélyezett gyógyszer. Olyankor alkalmazzák a DMSO-t, ha nincs koponyatörés, de az agyszövetek sérülése miatt beszéd-, mozgás-, látászavar, az idő, hely vagy személyek felismerési zavara lép fel. A tünetek általában koponyán belüli vérzés vagy a sérülés okozta duzzanat következményei.
A DMSO az ödéma kialakulásának megakadályozásával és a vérkeringés javításával csökkenti a koponyaűri nyomást. Gátolja az agyszöveti sejtek Na+-csatornáinak működését, ezáltal megváltoztatja a szervezetbeli folyadék eloszlását.

## Gyógyszerészet
Megkönnyíti a legkülönbözőbb oldott anyagoknak a bőrön való áthatolását. Bizonyos ízületi kenőcsök tartalmazzák (pl. Dolobene gél). Az Egyesült Királyságban idoxuridinnel(en) kombinálva herpesz helyi kezelésére alkalmazzák.
Számos gyógyszer összetevője, pl. metildopa (vérnyomáscsökkentő), ioverzol(en) (röntgen kontrasztanyag), ranitidin (hisztamin H2-receptor(en) antagonista), olanzapin (szkizofrénia elleni gyógyszer), duloxetin (szerotonin/norepinefrin visszavétel gátló(en)), norfloxacin(en) (antibiotikum).
Számos gyógyszerkészítmény hatóanyaga önállóan vagy kombinációban. Magyarországon nincs forgalomban.

## Oldószer
Kevésbé toxikus, mint a többi hasonló oldószer (dimetil-formamid, dimetil-acetamid, N-metil-2-pirrolidon(en)). Széles körben használják oldószerként, extrahálószerként a sejtbiológia és biokémia területén, valamint több fontos polimer (pl. poliakrilnitril) előállításánál. Oldja a kén-dioxidot, acetilént és más gázokat.
Szintetikus oldószer a növényvédő- és gyomirtó szereknél. Vízben oldódó készítményeknél használják. Ezen kívül segít a hatóanyagoknak a növények membránjain áthatolni. Kiemelkedő ökotoxikológiai tulajdonságainak köszönhetően csökkenti a környezeti kockázatokat.
A finomelektronikában fotóérzékeny anyagok eltávolítására használják, például a lapos képernyő gyártásban.
Az olajiparban N-metilpirrolidon(en) helyett az olaj nemkívánatos aromás összetevőinek (gyanta és naftalin) mentesítésére kiválóan alkalmas.
Graffiti eltávolítására szolgáló lemosó készítmény.

## Egyéb felhasználás
Alapanyag szintetikus gyógyszerek előállításánál. Metilező szer. NMR spektroszkópiában(en) is alkalmazzák.
Sejtek lefagyasztásakor megakadályozza a sejtfal károsodását (a glicerinhez hasonlóan).